# Chamí
L'emberá chamí (ẽbẽra en emberá chamí) és una llengua chocó, del subgrup de les llengües emberà, parlada a Colòmbia, als vessants de la serralada dels Andes, a les regions de Risaralda, Caldas, Antíoquia i Valle i Chocó. Segons l'article 10 de la constitució de Colòmbia les llengües indígenes són oficials als seus territoris. El 2013 es va desenvolupar un alfabet amb el suport del departament d'Antioquia a Colòmbia.

## Fonologia

### Consonants
|            |            | Bilabial | Alveolar | Palatal | Velar |
| ---------- | ---------- | -------- | -------- | ------- | ----- |
| Oclusiva   | plana      | p ⟨p⟩    | t ⟨t⟩    |         | k ⟨k⟩ |
| Oclusiva   | sonora     | b ⟨b⟩    | d ⟨d⟩    |         |       |
| Oclusiva   | implosive  | ɓ ⟨ɓ⟩    | ɗ ⟨ɗ⟩    |         |       |
| Fricativa  | Fricativa  |          | s ⟨s⟩    |         | x ⟨j⟩ |
| Africada   | Africada   |          |          | t͡ʃ ⟨ch⟩ |       |
| Nasal      | Nasal      | m ⟨m⟩    | n ⟨n⟩    |         |       |
| Líquida    | vibre      |          | r ⟨rr⟩   |         |       |
| Líquida    | batec      |          | ɾ ⟨r⟩    |         |       |
| Aproximant | Aproximant | w ⟨w⟩    |          | j ⟨y⟩   |       |

### Vocals
|         | Frontsl     | Central     | posterior   | posterior   |
| ------- | ----------- | ----------- | ----------- | ----------- |
| Alta    | i ⟨i⟩ ĩ ⟨ĩ⟩ |             | ɯ ⟨ɯ⟩ ɯ̃ ⟨ɯ̃⟩ | u ⟨u⟩ ũ ⟨ũ⟩ |
| Mitjana | e ⟨e⟩ ẽ ⟨ẽ⟩ |             | o ⟨o⟩ õ ⟨õ⟩ | o ⟨o⟩ õ ⟨õ⟩ |
| Oberta  |             | a ⟨a⟩ ã ⟨ã⟩ |             |             |